# Bois Caïman
Bois Caïman (en criollo haitiano: Bwa Kayiman, tdl.: Bosque de Caimanes) fue el sitio donde se realizó por primera vez la gran reunión de los negros esclavizados de Saint-Domingue (actual Haití) durante la cual se planeó la primera gran insurrección de esclavos que daría comienzo a la Revolución Haitiana (1791-1804).

## Revolución haitiana
Antes de la ceremonia de Bois Caïman, los rituales de vudú eran vistos como un evento de reunión social donde los africanos esclavizados tenían la capacidad de organizarse. Al principio, los dueños blancos de esclavos consideraban estas reuniones religiosas como inofensivas por lo que inicialmente fueron permitidas. Cabe mencionar que el Vudú había creado una cultura negra más homogénea en Haití.
En la noche del 14 de agosto de 1791, los esclavos representativos de las plantaciones cercanas se reunieron para participar en una ceremonia secreta que se realizaría en Bois Caïman (Bosque de los Caimanes) el cual se encontraba muy cerca de la ciudad de Cabo Haitiano en la entonces todavía colonia francesa de Saint-Domingue. Dicha reunión fue presidida por Dutty Boukman, un destacado líder africano esclavizado pero que se desempeñaba como sacerdote vudú. Cabe mencionar que la ceremonia sirvió tanto como un ritual religioso como una reunión estratégica cuando los africanos esclavizados se reunieron y planearon una revuelta contra sus esclavizadores blancos gobernantes de la rica región del norte de la colonia. La ceremonia se considera en la Historia de Haití como el comienzo oficial de la Revolución Haitiana.

### Detalles de la ceremonia
En cuanto a la cantidad gente que asistió a dicha ceremonia de Bois Caïman, un testigo de la época describió la presencia de por lo menos unos 200 africanos esclavizados en el evento. La misteriosa mujer africana que empezó a hablar en la reunión (la cual era Cecile Fatiman), declaró a Dutty Boukman como el "jefe supremo" de la rebelión, que durante ese momento se encontraba presidiendo el evento. En los días siguientes, toda la Llanura del Norte estaba en llamas, mientras los revolucionarios luchaban contra los blancos que los habían esclavizado. 
Envuelto en misterio, muchos relatos de la ceremonia catalítica y sus detalles particulares han variado. No se conocen relatos escritos de primera mano sobre lo que sucedió esa noche. Fue documentado por primera vez en la "Historia de la revolución de Saint-Domingue" del colono blanco Antoine Dalmas, publicada en 1814.
El escritor haitiano Herard Dumesle visitó la región y tomó testimonios orales para escribir su relato de la ceremonia. Grabó lo que se cree que es la primera versión del discurso de Bois Caïman pronunciado por Dutty Boukman. Traducido, dice:

"Este Dios que hizo el sol, que nos trae la luz de lo alto, que levanta el mar, y que hace rugir la tempestad. Que Dios está ahí, ¿entiendes? Escondido en una nube, nos mira, ¡ve todo lo que hacen los blancos! El Dios de los blancos los empuja al crimen, pero quiere que hagamos buenas obras. Pero el Dios que es tan bueno nos manda a la venganza. Él dirigirá nuestras manos y nos dará ayuda. Tirad la imagen del Dios de los blancos que tiene sed de nuestras lágrimas. Escucha la libertad que habla en todos nuestros corazones"
Dutty Boukman, (14 de agosto de 1791).

Este extracto de la "Historia de Haití y la revolución haitiana" oficial sirve como resumen general de los eventos ceremoniales que ocurrieron:

"Un hombre llamado Boukman, un sacerdote vudú, organizó el 24 de agosto de 1791 una reunión con los esclavos en las montañas del norte de la isla. Esta reunión tomó la forma de una ceremonia vudú en el Bois Caïman. Estaba lloviendo y el cielo estaba lleno de nubes; los esclavos entonces comenzaron a confesar su gran resentimiento por su condición. Una mujer empezó a bailar lánguidamente entre la multitud, llevada por los espíritus de los loas. Con un cuchillo en la mano, degolló a un cerdo y repartió la sangre entre todos los participantes de la reunión que juraron matar a todos los blancos de la isla."

A pesar de los supuestos hechos y adornos que han dramatizado la ceremonia a lo largo de los siglos, la anécdota más recurrente es el sacrificio de un cerdo criollo negro a Ezili Dantor por parte de la mambo Cécile Fatiman y el pacto formado a través de su sangre. Dalmas proporcionó el primer relato escrito del sacrificio:

"Un cerdo negro, rodeado de los esclavos que se cree que tienen poderes mágicos, cada uno llevando la ofrenda más extraña, fue ofrecido como sacrificio al espíritu todopoderoso... La comunidad religiosa en la que los nègres degollaron, la avaricia con la que han creído haberse marcado en la frente con su sangre, la importancia que le daban a poseer algunas de sus cerdas que creían que los haría invencibles."

Los críticos ofrecen la teoría de que la ceremonia nunca ocurrió en absoluto. El Dr. Léon-François Hoffmannn teoriza que el evento simplemente tuvo funciones motivacionales y unitarias para reunir aliados políticos en todo Haití. Donde Hoffmannn encontró que la narrativa tuvo un fuerte impacto en la configuración de las motivaciones de los involucrados en la revolución, Hoffmannn siente que no hay un sesgo fáctico para que ocurra el evento.

## Consecuencias
Una vez concluida la ceremonia, los participantes de dicho evento procedieron a rebelarse contra sus opresores blancos, obedeciendo la misteriosa promesa que les había realizado la sacerdotisa Cécile Fatiman durante la ceremonia. Los participantes empezaron a liberar las plantaciones en toda la zona norte de Haití. Para controlar y reducir el desorden social que la rebelión había generado, los franceses lograron atrapar al principal líder, Dutty Boukman, y lo decapitaron para luego exhibir su cabeza en la plaza de Cabo Haitiano con el fin de confirmar su muerte ante los esclavos y de esa manera reafirmar el poder francés sobre los negros.
El cerdo criollo negro era un sacrificio y un símbolo de Ezili Dantor, la madre de Haití (que se asemeja a las cicatrices de Dahomey Amazonas o Mino, que significa "Nuestras Madres" en el idioma fon). Fue una mezcla de las tradiciones del ejército de Dahomey, que era la etnia de muchos de los africanos esclavizados en Saint-Domingue con los taínos, que habían huido a las altas montañas de Haití (Haití significa altas montañas en taíno) para escapar de los españoles.

## Legado
La ceremonia de Bois Caïman se ha utilizado a menudo como fuente de inspiración para los nacionalistas y como símbolo de resistencia a la opresión.
En la cultura pop, Bois Caïman ha sido referenciado en la música y otras obras artísticas como símbolo de resistencia y unidad. En la década de 1970, Roots Music se refirió al evento de Bois Caïman como un paralelo a la resistencia al régimen totalitario de Duvalier como sus antepasados.
Debido a la afluencia de protestantes estadounidenses en Haití durante la década de 1990, algunos cristianos neoevangélicos reescribieron los eventos en Bois Caïman como un "pacto de sangre con Satanás" haitiano. Fueron influenciados por la teología de la "guerra espiritual" y les preocupaba que Aristide El gobierno se había esforzado por incorporar más plenamente el sector del vudú en el proceso político. Estos evangélicos desarrollaron una narrativa contraria a la historia nacional oficial. En esta narración, los espíritus ancestrales del cementerio vudú fueron reconfigurados como demonios. En su opinión, el compromiso con los demonios equivalía a un pacto que ponía a Haití bajo el dominio de Satanás. Si bien algunos evangélicos haitianos suscriben esta idea, la mayoría de los nacionalistas haitianos se oponen con vehemencia. Esta creencia fue mencionada por la personalidad de los medios cristianos Pat Robertson en sus controvertidos comentarios durante las secuelas del terremoto de Haití de 2010. Robertson declaró que el pueblo haitiano "ha sido maldecido por una cosa tras otra" desde el siglo XVIII tras jurar "un pacto con el diablo". Los comentarios de Robertson fueron denunciados.

## Rerencias
1. ↑  «Bois Caïman». El Proyecto Louverture. Consultado el 26 de julio de 2020.
2. 1 2  Geggus, David Patrick (2002). Haitian revolutionary studies. Indiana: Indiana University Press. p. 72.
3. ↑  Antoine Dalmas: History of the Saint-Domingue Revolution (Paris: Meme Frères, 1814)
4. ↑  Dumesle, Herard (1824). Voyage dans le Nord d'Haiti, ou, Revelation des lieux et des monuments historiques. Les Cayes: Imprimerie du Gouvernement.
5. ↑  Dubois, Laurent, 1971- Verfasser. (2 de septiembre de 2016). Slave revolution in the Caribbean, 1789-1804 : a brief history with documents. ISBN 9781319048785. OCLC 1048449681.
6. ↑  Official Haitian Bicentennial Website «Archived copy». Archivado desde el original el 26 de agosto de 2007. Consultado el 16 de agosto de 2007.
7. ↑  Simidor, Daniel (17 de marzo de 2005). «Haiti: The Bois Caiman Meeting of 1791». Archivado desde el original el 17 de marzo de 2005. Consultado el 4 de diciembre de 2019.
8. ↑  «Haitain Bicentennial Site». 26 de agosto de 2007. Archivado desde el original el 26 de agosto de 2007. Consultado el 4 de diciembre de 2019.
9. 1 2  McAlister, Elizabeth (25 de abril de 2012). «From Slave Revolt to a Blood Pact with Satan: The Evangelical Rewriting of Haitian History». Studies in Religion/Sciences Religieuses 41 (2): 187-215. ISSN 0008-4298. S2CID 145382199. doi:10.1177/0008429812441310.
10. ↑  Blaise, Sandie (2014). «Bois Caïman as a 'Curse'». Representing Bois Caïman, The Black Atlantic Blog, Duke University. Consultado el 25 de junio de 2019.
11. ↑  Blaise, Sandie (12 de abril de 2014). «Bois Caïman as a "curse"». The Black Atlantic (en inglés estadounidense). Consultado el 4 de diciembre de 2019.
12. ↑  Elizabeth McAlister (2012). «From Slave Revolt to a Blood Pact with Satan: The Evangelical Rewriting of Haitian History». Studies in Religion/Sciences Religieuses 41.2 (2012). Archivado desde el original el 14 de julio de 2014. Consultado el 8 de junio de 2014.
13. ↑  «Pat Robertson says Haiti paying for 'pact to the devil'» (en inglés estadounidense). CNN. 13 de enero de 2010. Consultado el 14 de agosto de 2021.
14. ↑  Condon, Stephanie (14 de enero de 2010). «Pat Robertson Haiti Comments Spark Uproar» (en inglés estadounidense). CBS News. Consultado el 14 de agosto de 2021.